# M61 (天体)
座標:  12h 21m 54.950s, +04° 28′ 24.92″
M61（NGC 4303）はおとめ座の渦巻銀河である。

## 概要
おとめ座銀河団に属しており、南のはずれに位置している。回転軸を我々の銀河に向けているフェイスオン銀河で腕の構造がよく分かる。規模は大体我々の銀河系と同程度とされている。
おとめ座銀河団の中では大きい方であるが、ぎりぎり5cmの望遠鏡でみたという報告がある。口径10cmの望遠鏡では条件が良ければ、中央部とそれをとりまく拡散した部分が見える。マラスのスケッチでは外側3カ所にぼんやりとした三角形の斑点が描かれている。これは腕であると思われている。口径20cmでは腕の濃淡が見えてくるがはっきりしない。口径30cmで腕の濃淡もわかりすばらしい眺めになる。
2015年末時点で、SN 1926A、SN 1961I、SN 1964F、SN 1999gn、SN 2006ov、SN 2008in、SN 2014dtと、メシエ天体としては最多の7つの超新星の出現が観測されている。このうち、SN 2006ov、SN 2008in、SN 2014dtは、日本のアマチュア天文家板垣公一が発見している。

## 観測史
1779年5月5日にバルナバス・オリアニが彗星の観測中に発見した。オリアニは「非常に青白く彗星の核そっくりである」と記録を残している。同じ日にシャルル・メシエも観測していたが、メシエは当初彗星であると勘違いしていた。メシエは6日後の5月11日に彗星ではないことに気付き、「星雲。極めて微かなので識別困難」と記録した。ウィリアム・ヘンリー・スミスは「大きな青白い星雲。極めて微光だが、メシエが3.5フィートの望遠鏡で同定したのは何とも驚きで、興奮さえする。私の器機では条件が良いときのみ中央が輝くのが見えた。ウィリアム・ハーシェルの望遠鏡では核が2個あるのを見たが、間隔は90"で4個の微光星が後続する」とした。ロス卿は「2個の核があり、中央が明るく渦状。10'に他の星雲が北後続」とした。

## ギャラリー

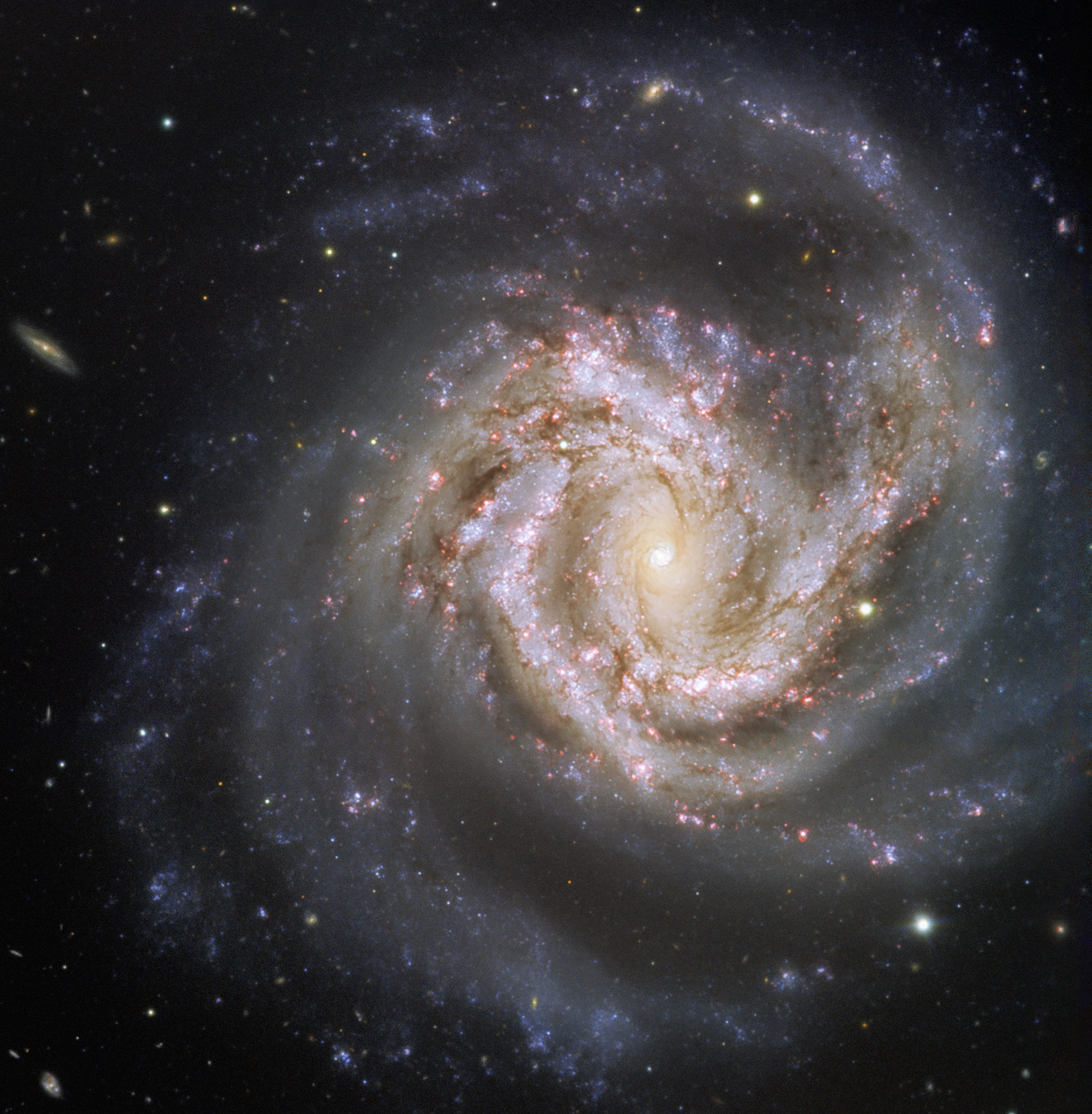
渦巻銀河メシエ 61 は地球に正面を向いている
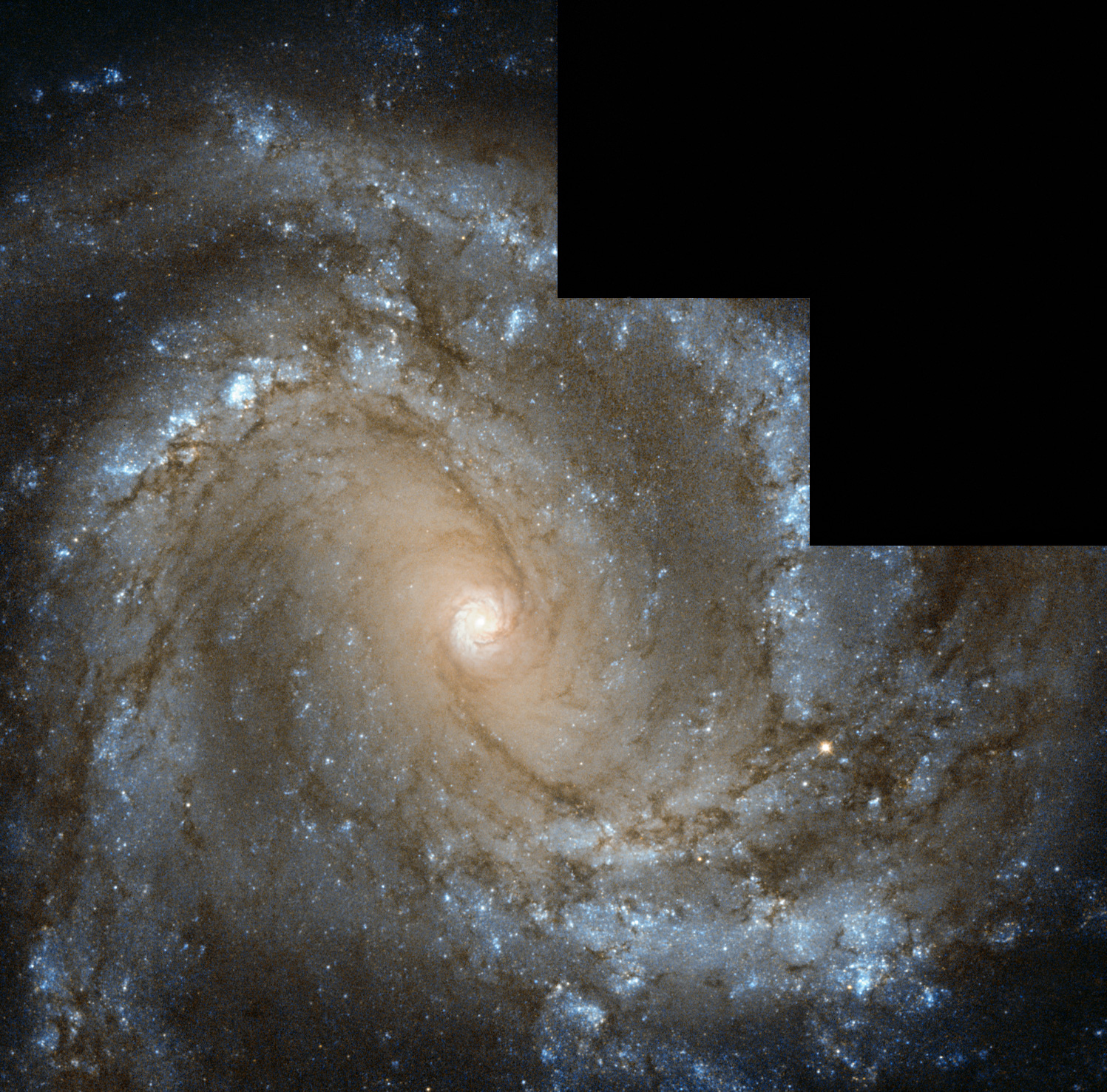
ハッブルの「Wide Field Camera 2」を使ったM61の画像
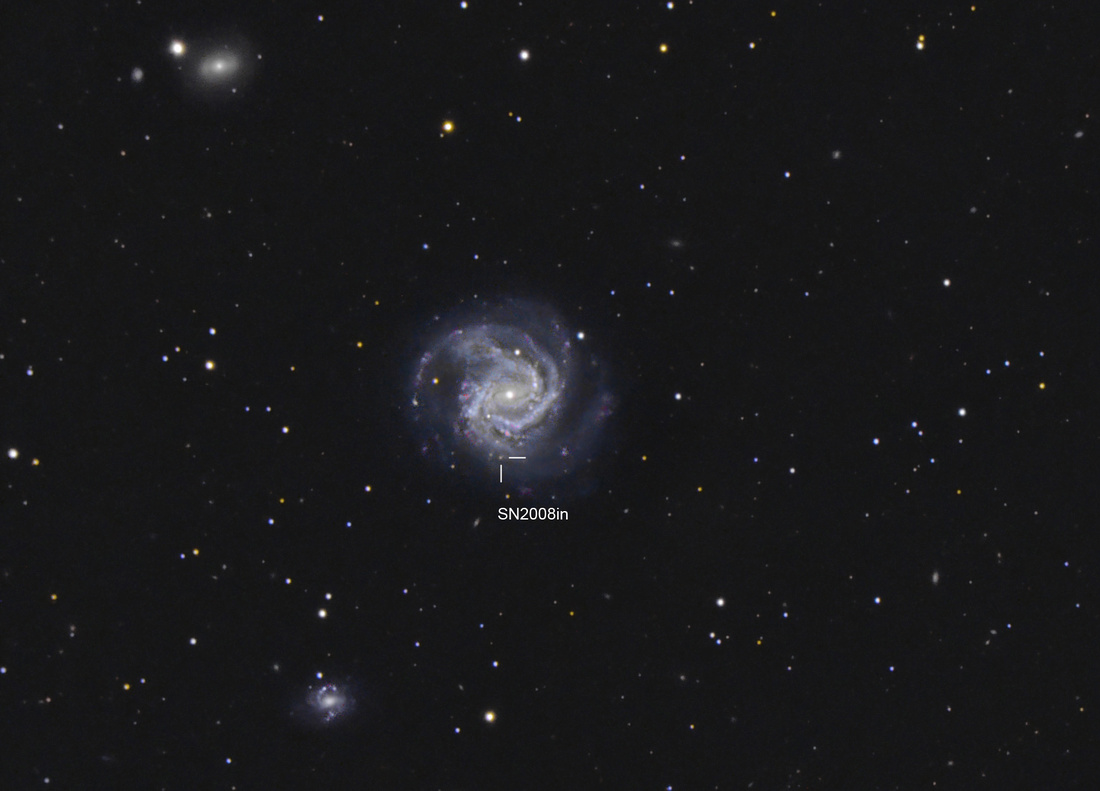
2009年4月16日、超新星爆発2008inの画像。アマチュアカメラマン撮影
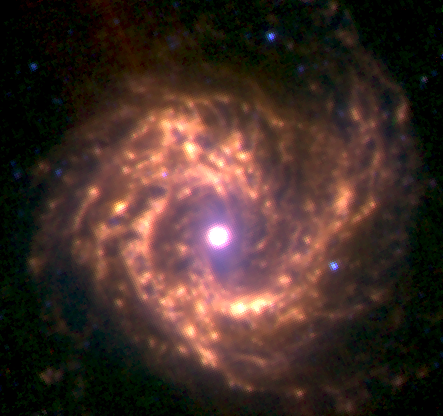
赤外線画像。スピッツァー撮影
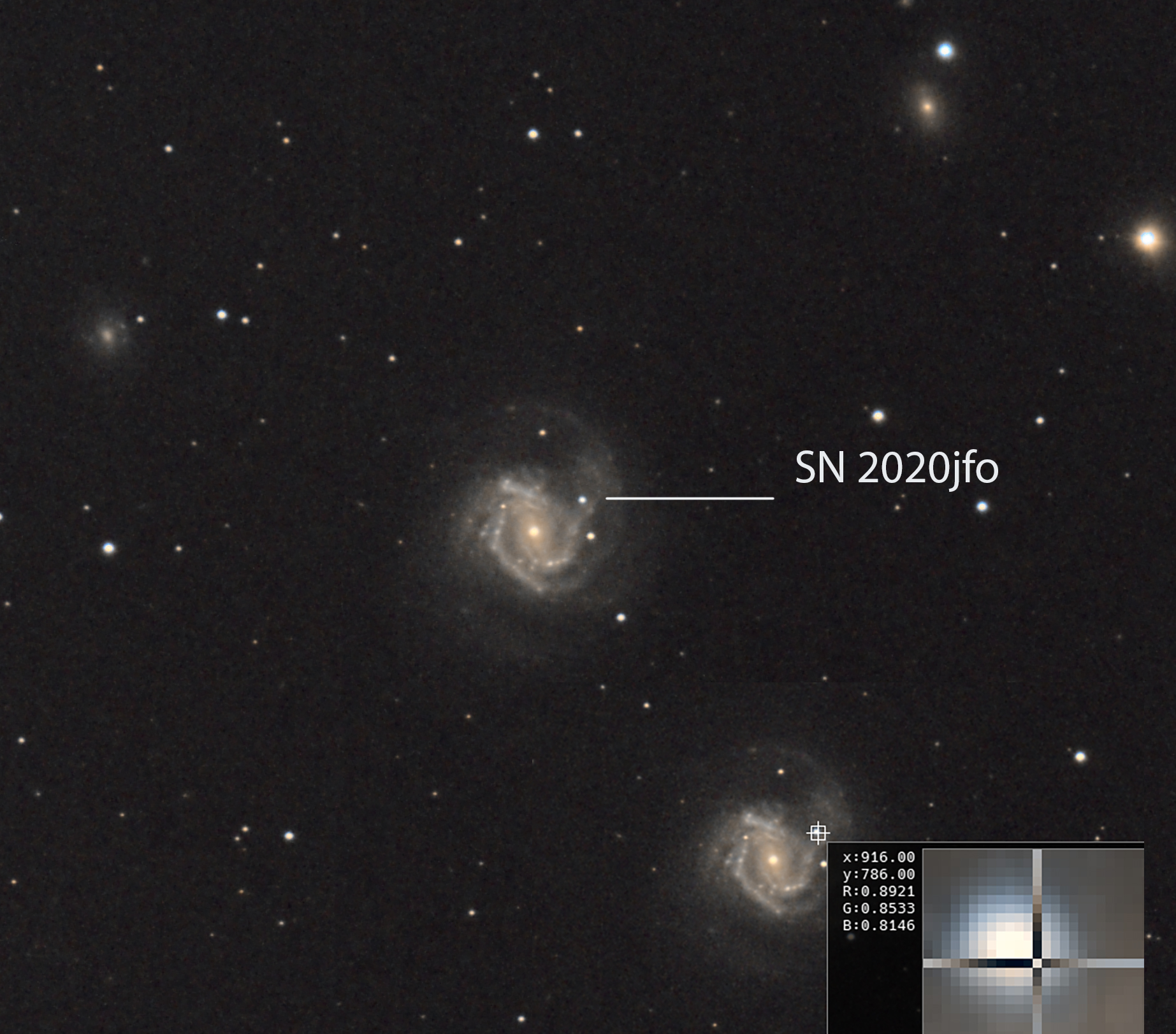
2020年5月15日、超新星爆発SN2020jfo
ヨーロッパ南天天文台(ESO)の超大型望遠鏡VLTが撮影したM61